# Jamaica, Land We Love
Jamaica, Land We Love (Jamaica, la tierra que amamos) es el himno nacional de Jamaica.
La letra fue escrita por Hugh Sherlock y la música compuesta por Robert Lightbourne e interpretada por Mapletoft Poulle.

## Letra en inglés
Eternal Father bless our land
Guard us with Thy mighty hand
Keep us free from evil powers
Be our light through countless hours
To our leaders, Great Defender,
Grant true wisdom from above
Jamaica, land we love
Jamaica, Jamaica, Jamaica, land we love.
Teach us true respect for all
Stir response to duty's call
Strengthen us the weak to cherish
Give us vision lest we perish
Knowledge send us, Heavenly Father,
Grant true wisdom from above
Justice, truth be ours forever
Jamaica, land we love
Jamaica, Jamaica, Jamaica, land we love

## Letra en español
Coro
Padre Eterno, bendice nuestra tierra,
Guárdanos con tu mano fuerte,
Vivamos siempre libres de los poderes del mal,
Sé nuestra luz a través de un sinnúmero de horas.
A nuestros líderes, gran defensor,
Conceder la verdadera sabiduría de lo alto.
Estribillo
Justicia, Verdad, sea nuestro para siempre,
Jamaica, la tierra que amamos.
Jamaica, Jamaica, Jamaica tierra que amamos
Enséñanos verdadero respeto para todos,
Revuelva la respuesta a la llamada del deber,
Fortalécenos los débiles para cuidar,
Danos visión menos que perecemos.
El conocimiento nos envíe,
Padre Celestial,
Conceder la verdadera sabiduría de lo alto.
Estribillo
Justicia, Verdad, sea nuestro para siempre,
Jamaica, la tierra que amamos.
Jamaica, Jamaica, Jamaica tierra que amamos